# Antepipona haryana
Antepipona haryana  (лат.) — вид одиночных ос (Eumeninae).

## Распространение
Южная Азия: Индия (Haryana, Badkhal Lake).

## Описание
Длина осы 11 мм. Окраска чёрная с желтыми и красно-оранжевыми пятнами и перевязями. Брюшко с коротким широким стебельком T1 (петиоль), который лишь немного уже второго тергита. Задняя часть метанотума (заднещитинка) килевидная, обрывистая, с двумя возвышающимися бугорками или зубцами. По некоторым признакам напоминает одиночных ос вида Antepipona imricata Smith, 1857.